# Deborah Secco
Deborah Fialho Secco (Rio de Janeiro, 26 de novembro de 1979) é uma atriz brasileira. Tornou-se conhecida em 1994 como uma das protagonistas do seriado teen Confissões de Adolescente. Estreou nas telenovelas em 1990, em Mico Preto, e seguiu interpretando personagens notáveis, até consagrar personagens de sucesso como Íris em Laços de Família, Darlene em Celebridade, Sol em América, Céu em A Favorita, Natalie Lamour em Insensato Coração, Karola em Segundo Sol e Alexia Máximo em Salve-se Quem Puder. No cinema se destacou como Moema em Caramuru - A Invenção do Brasil, Judite em Boa Sorte e a personagem-título de Bruna Surfistinha.

## Carreira
Aos 8 anos de idade estreou na TV fazendo publicidade; aos 10 anos, encenou seu primeiro espetáculo, Brincando de Era uma Vez; e, aos 11 anos, atuou em sua primeira novela, Mico Preto da Rede Globo.

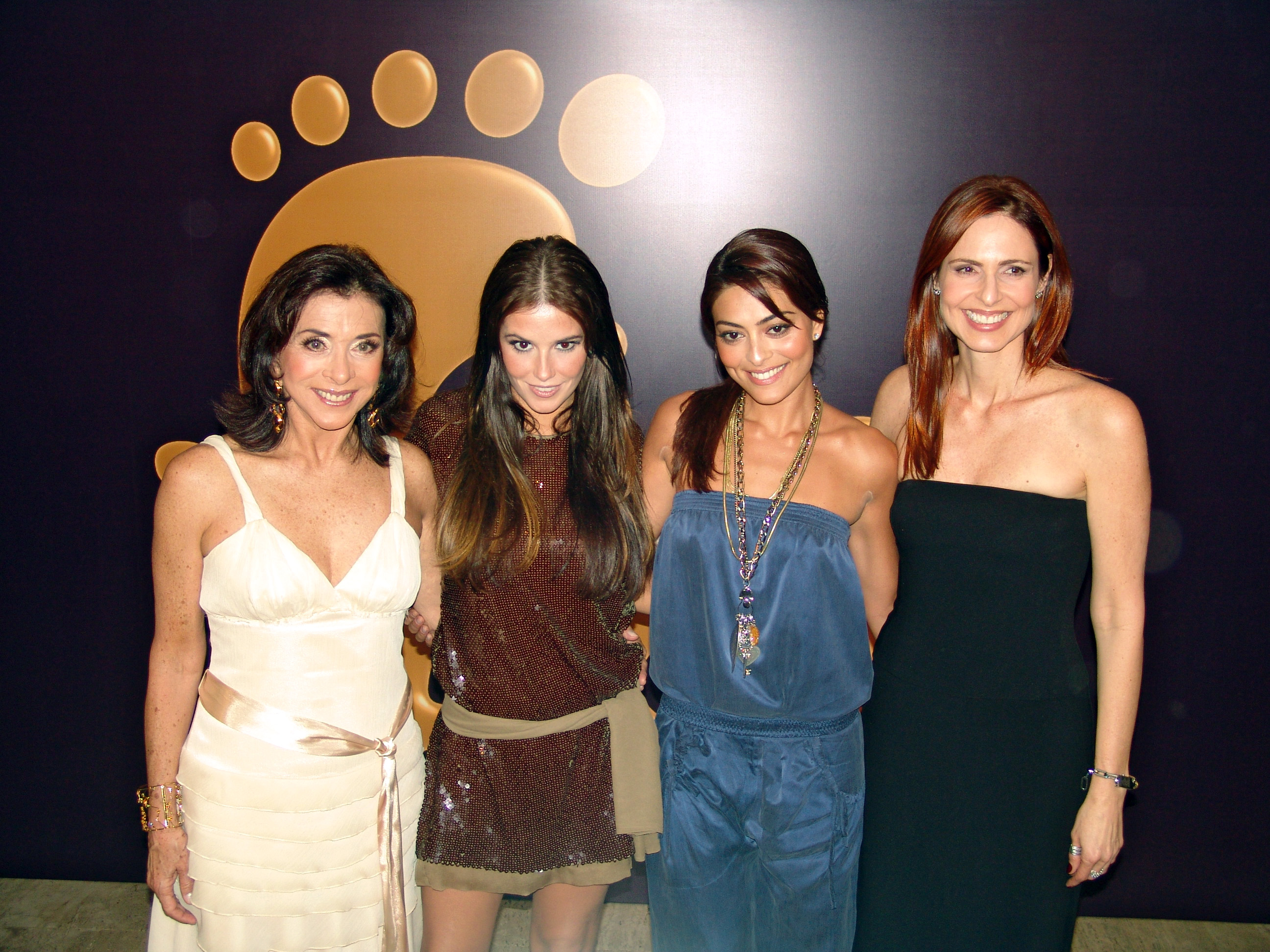
Secco junto ao elenco de Pé na Jaca (2006)

Enquanto atuou em peças, como Sapatinhos Vermelhos, que lhe rendeu a indicação ao Prêmio Coca Cola de Teatro, na categoria de Melhor Atriz Revelação, na televisão participou dos episódios "Tabu" e "Mamãe Coragem", do programa Você Decide, além do especial infantil da Escolinha do Professor Raimundo, em comemoração ao dia das crianças, ambos em 1992. Em seguida, fez uma participação especial na minissérie Contos de Verão e esteve na montagem da peça O Soldadinho de Chumbo. Depois, encenou A Roupa Nova do Imperador, de 1994, quando transferiu-se para a TV Cultura, onde protagonizou o seriado Confissões de Adolescente, na pele da esperta Carol, trabalho que a catapultou para a fama, lhe garantiu reconhecimento, e lhe valeu o Prêmio da APCA na categoria de Atriz Revelação.
Em 1995, retornou à Rede Globo, onde permanece até os dias atuais, e atuou em sua primeira novela do horário nobre, A Próxima Vítima. Em 1996 encarnou a Bárbara da novela Vira Lata, que durante boa parte da trama faz-se passar por menino, atendendo pelo nome de Tatu. Posteriormente, despontou na novela Zazá, como Dora, neta da protagonista vivida por Fernanda Montenegro, e, em 1998, atuou em sua primeira novela das seis, Era Uma Vez..., como Emília, garota travessa que mora no interior.
Em 1999, participou da novela Suave Veneno, como a Maria-chuteira Marina. Em agosto daquele ano, posou pela primeira vez para a edição brasileira da revista Playboy, na edição de aniversário de 24 anos da revista, num ensaio captado pelo fotógrafo J.R. Duran. Em 2000, viveu a sua primeira vilã em novelas, a Íris de Laços de Família. Em 2001, ganhou sua primeira protagonista em novelas, a Cecília de Sá de A Padroeira de Walcyr Carrasco.
Em 2002, viveu novamente uma vilã na TV, porém diferente da outra, a vampira Lara, papel que interpretou na novela O Beijo do Vampiro, é cômica e atrapalhada. Por conta do seu grande apelo sensual, estampou a capa da Playboy na edição de aniversário de 27 anos da revista, em agosto daquele ano.

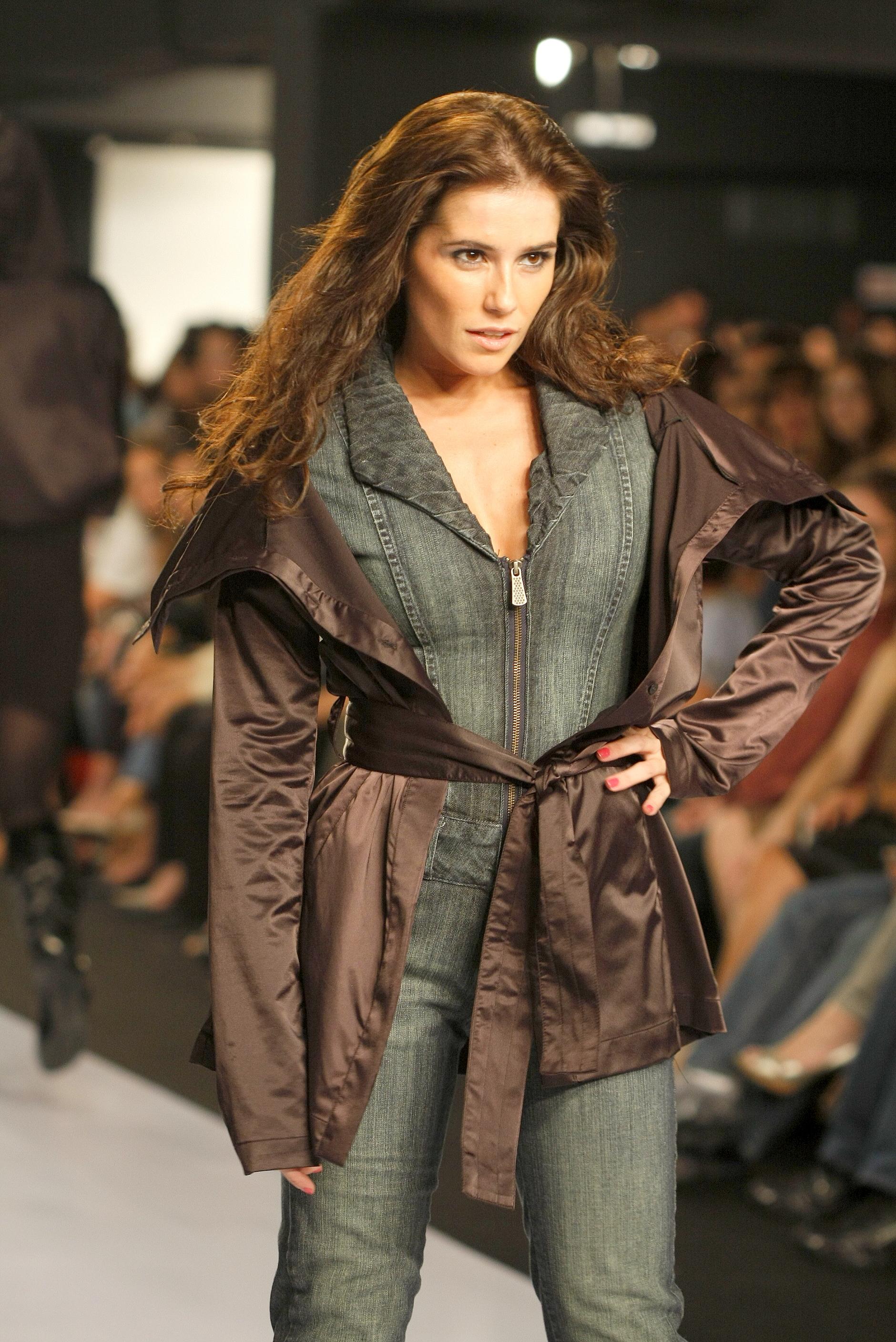
Secco durante desfile em 2008

Em 2003, integrou o elenco da novela Celebridade, na pele de Darlene Sampaio, garota obcecada pela fama. Retorna em 2005 em América, interpretando sua primeira protagonista do horário nobre. Ela deu vida a personagem Sol que tentava ganhar a vida nos Estados Unidos, mesmo como imigrante ilegal. No ano seguinte, participou do quadro Dança no Gelo, do programa Domingão do Faustão, ficando em terceiro lugar. Na metade desse quadro, fraturou duas costelas. Ainda neste ano, interpretou a sua terceira vilã, a perversa Elizabeth, de Pé na Jaca. Em 2007 fez uma participação especial na novela Paraíso Tropical, como a prostituta Betina, amiga de Bebel, de Camila Pitanga, que aparece somente para atrapalhar o casamento do vilão Olavo, de Wagner Moura, com Alice, de Guilhermina Guinle.
Em 2008, participou da novela A Favorita, onde viveu a retirante ambiciosa e alpinista social Maria do Céu, moça de origem humilde que não aceita sua vida de dificuldades e faz de tudo para subir na vida. Tornou-se garota-propaganda da marca Scala desde outubro daquele ano. Com a atriz, as vendas dos sutiãs Flip passaram de 10 mil para 40 mil em menos de um mês. Ainda em 2008 fez um ensaio nua para a RG Vogue, que elegeu a atriz como a "favorita completa" e a "mulher mais sexy da tevê brasileira".
Em 4 de março de 2010, a Folha Online publicou um artigo a respeito de uma denúncia do Ministério Público do Brasil, acusando Deborah Secco e outras 86 pessoas por improbidade administrativa. A denúncia, acatada pelo juiz do estado do Rio de Janeiro, descreve irregularidades na participação de Deborah Secco em propagandas dos governos de Anthony e Rosinha Garotinho, com os quais cinco familiares de Deborah teriam se envolvido para, segundo a denúncia, se apropriar irregularmente de dinheiro público. Segundo o jornal O Globo, a denúncia indica que contas bancárias de Deborah Secco receberam pelo menos 158 mil reais em recursos públicos desviados num esquema comandado por seu pai. Segundo a defesa da atriz, Deborah Secco, os dois irmãos e a mãe foram usados pelo pai dela, o empresário Ricardo Ribeiro Secco, como "laranjas", sem seu consentimento; eles afirmaram não ter conhecimento das contas bancárias para onde foram desviados R$ 894 mil do golpe. Deborah e sua família tiveram todos os bens bloqueados por decisão da justiça.
Ainda no mesmo ano, ela encenou a peça "Mais Uma Vez Amor", juntamente com Erom Cordeiro, e ainda participou das filmagens do curta metragem Assim Como Ela, de Flora Diegues. No Final do ano, ela voltou com a série As Cariocas, sendo a penúltima protagonista da série como Alice, uma mulher que quer viver tudo intensamente no episódio A Suicida da Lapa.
Em 2011, estrelou o filme de uma ex-prostituta Bruna Surfistinha: O Doce Veneno do Escorpião, também foi protagonista do curta metragem Assim Como Ela. Ainda neste ano, em Insensato Coração, interpretou a personagem cômica Natalie Lamour. A personagem caiu no gosto do público e foi elogiada até mesmo pela Presidente Dilma Rousseff. A atriz foi a segunda brasileira mais pop da internet, devido a estreia do filme e a personagem da novela, a atriz pulou do nono lugar para o segundo, ficando atrás somente da presidente Dilma, no mês de Janeiro. Como resultado do apelo sensual que ela teve nos seus respectivos trabalhos, conquistou dois prêmios por sua interpretação de Bruna Surfistinha, no começo do ano, um pelo júri popular e júri técnico. também eleita a Mulher do Ano, pela revista Alfa. Em 30 de novembro, a atriz foi a duas premiações no mesmo dia pelo seu trabalho na novela Insensato Coração, e ela ganhou os dois, um no Prêmio Extra de TV, pela categoria de Atriz Coadjuvante e outro pela Veja Rio como atriz do ano. Em 6 de dezembro, a atriz recebeu mais um prêmio, o de personalidade do ano na dramaturgia, evento promovido pela Editora Três, que contou com a presença da presidente Dilma Rousseff também. De acordo com nota divulgada pela revista Veja, Deborah Secco foi a celebridade brasileira mais citada no ano de 2011 pela imprensa. Nesse mesmo ano, ela foi eleita a mulher mais sexy do mundo pelos leitores da revista VIP.

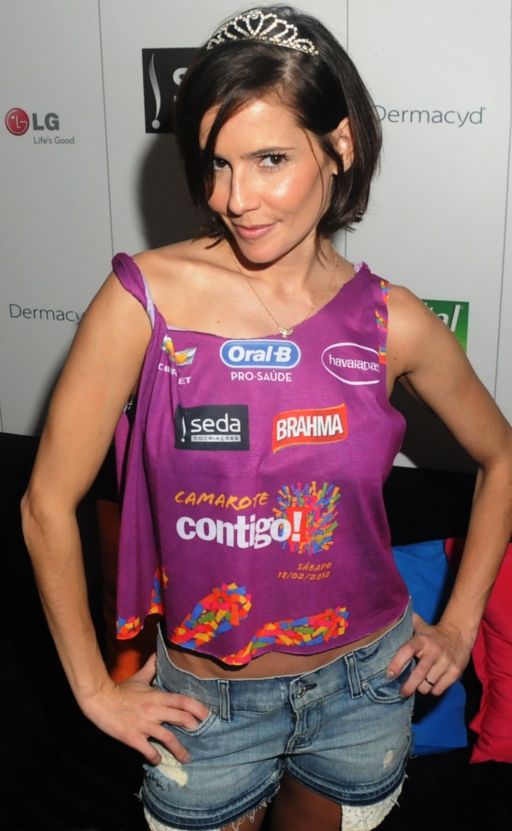
Secco em 2012

Em 2012 Deborah foi eleita como uma das 100 personalidades mais influentes do ano pela revista IstoÉ. No mesmo ano, foi incentivada por Steven Spielberg para trabalhar em Hollywood, onde representou o Brasil no 40º AFI Life Achievement Awards, prêmio que homenageou a atriz Shirley MacLaine. No evento conheceu também a atriz Meryl Streep.
Em 2013, Deborah Secco gravou o longa-metragem Boa Sorte. No filme ela deu vida a soro positivo Judite. Para poder interpretar o personagem, a atriz teve que perder 12 kg, ficando muito abaixo do peso, todo o processo de emagrecimento da atriz foi acompanhada por profissionais. O filme estreou em 20 de novembro de 2014.
Em 2014, engordou 8 kg para a personagem do filme Estrada do Diabo, posteriormente nomeado para "Entrando Numa Roubada". O longa-metragem estreou em setembro de 2015. Ainda em 2014, a atriz interpretou a aeromoça Inês, em Boogie Oogie. Depois foi escalada para ser protagonista da novela de Walcyr Carrasco Verdades Secretas, porém deixou a novela por causa da gravidez. Em novembro de 2014, Deborah foi homenageada pela 24º Cine Ceará - Festival Ibero-Americano de Cinema, onde recebeu o troféu Eusélio Oliveira em reconhecimento de sua carreira no cinema nacional.
Em 2015 iria interpretar Carolina na novela Verdades Secretas de Walcyr Carrasco, porém durante as gravações, descobriu sua primeira gravidez, fruto do relacionamento com o atual namorado, o baiano Hugo Moura, em consequência deixou a trama. Em 2016, integrou o elenco de Malhação, como a batalhadora Tânia.
Em 2017, Deborah fora convidada para dar vida a mais uma vilã: Karola, em Segundo Sol. Na trama ambientada na Bahia, sua personagem é uma prostituta explorada por sua cafetina, vivida por Adriana Esteves. Ao mesmo tempo, sua personagem é apaixonada e até obcecada pelo protagonista, Beto (Emilio Dantas), e fará de tudo para separar ele do seu grande amor, Luzia (Giovanna Antonelli). Na trama é amante de Remy (Vladimir Brichta) e tem um filho chamado Valentim (Danilo Mesquita). O folhetim, de autoria de João Emanuel Carneiro, estreou no primeiro semestre de 2018 substituindo O Outro Lado do Paraíso.
Em 2022, interpreta na série Rensga Hits! a empresária Marlene, que é a poderosa dona da casa de composições chamada “Rensga Hits”. Ela tem como rival a atriz Fabiana Karla, que interpreta Helena, da “Joia Maravilha Recordes”. As inimigas brigam pela liderança do mercado e para ter em seus escritórios os artistas mais talentosos.

## Vida pessoal

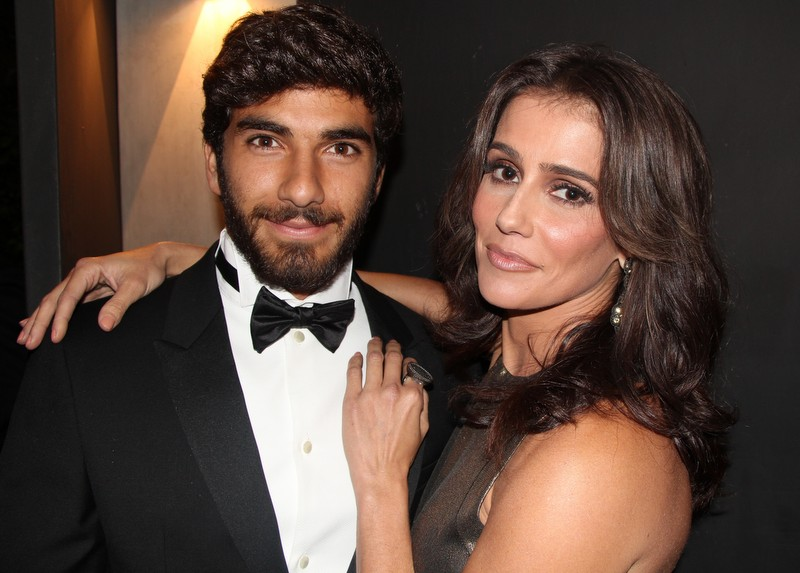
A atriz com o ex-marido Hugo Moura.

É descendente de italianos e portugueses.  
Em meados dos anos 90, ainda bem jovem, foi namorada do ator Daniel Del Sarto, de quem depois se separou. Após alguns meses ficou noiva do ex-paquito Marcelo Faustini; por fim terminaram o relacionamento.
Em 1997 conheceu o diretor Rogério Gomes, com quem se casou; divorciaram-se em 2001. Após o divórcio começou a namorar Maurício Mattar; o romance durou onze meses. Após o término, começou a namorar Dado Dolabella em 2002, e com um mês de namoro estavam noivos e morando juntos; o casamento acabou depois de dez meses. Em 2003 envolveu-se com Marcelo Faria, com quem ficou até 2004. Separou-se dele e começou a ficar com Erik Marmo, não oficializaram um namoro. De 2004 a 2006 foi namorada do vocalista Marcelo Falcão, e fez uma tatuagem no pé com o nome do cantor; depois o namoro acabou e ela apagou a tatuagem.
Em 2007 Deborah começou a namorar o jogador de futebol Roger Flores, e em alguns meses foram morar juntos. Após dois anos convivendo, casaram-se no dia 6 de junho de 2009 em Itaipava, região serrana do Rio de Janeiro, em uma cerimônia discreta. Separaram-se amigavelmente em abril de 2013, após quatro anos de casamento, com um breve rompimento em 2010.
Em 2015 iniciou um relacionamento amoroso com o modelo baiano Hugo Moura. No mesmo ano foram morar juntos e ficaram noivos. Sem planejar, engravidou e oficializaram a união em uma cerimônia civil e religiosa. Em 4 de dezembro de 2015 nasceu, de parto cesariana, em São Paulo, a filha do casal, Maria Flor Secco Moura. Em abril de 2024, o casal anunciou separação após 9 anos juntos. 
Em 2022, assumiu sua bissexualidade.

## Filmografia

### Televisão
| Ano       | Titulo                          | Personagem                                     | Notas                                              |
| --------- | ------------------------------- | ---------------------------------------------- | -------------------------------------------------- |
| 1990      | Mico Preto                      | Denise Menezes Garcia                          |                                                    |
| 1992      | Você Decide                     | Anna                                           | Episódio: "Tabu"                                   |
| 1992      | Escolinha do Professor Raimundo | Capituzinha                                    | Especial de dia das crianças                       |
| 1992      | Você Decide                     | Olivia                                         | Episódio: "Mamãe Coragem"                          |
| 1993      | Contos de Verão                 | Fabíola                                        | Episódio: "14 de maio"                             |
| 1994–1995 | Confissões de Adolescente       | Carol                                          | Temporada 1                                        |
| 1995      | A Próxima Vítima                | Carina Carvalho Rossi                          |                                                    |
| 1996      | Você Decide                     | Aline                                          | Episódio: "Justiça"                                |
| 1996      | Vira-Lata                       | Bárbara Sousa (Tatu)                           |                                                    |
| 1997–1998 | Zazá                            | Dora Dumont                                    |                                                    |
| 1998      | Era Uma Vez                     | Emilia Zanella                                 |                                                    |
| 1999      | Suave Veneno                    | Marina Canhedo                                 |                                                    |
| 1999      | Você Decide                     | Socorro                                        | Episódio: "A Filha de Maria"                       |
| 2000      | A Invenção do Brasil            | Moema                                          |                                                    |
| 2000–2001 | Laços de Família                | Íris Frank Lacerda                             |                                                    |
| 2001–2003 | Festival de Desenhos            | Apresentadora                                  |                                                    |
| 2001      | Sítio do Picapau Amarelo        | Ela mesma                                      | Episódio: "A Festa da Cuca"                        |
| 2001–2002 | A Padroeira                     | Cecília de Sá                                  |                                                    |
| 2002      | Brava Gente                     | Jane                                           | Episodio: "Loucos de Pedra"                        |
| 2002      | Os Normais                      | Kátia                                          | Episódio: "É Nojento, Mas é Normal"                |
| 2002–2003 | O Beijo do Vampiro              | Lara                                           |                                                    |
| 2003      | Homem Objeto                    | Eva                                            |                                                    |
| 2003      | Fantástico                      | Repórter                                       | Episódio: "12 de outubro"                          |
| 2003–2004 | Celebridade                     | Darlene Sampaio                                |                                                    |
| 2004      | Casseta & Planeta, Urgente!     | Darlene Sampaio                                | Episódio: "6 de julho"                             |
| 2005      | América                         | Sol de Oliveira                                |                                                    |
| 2006      | Dança no Gelo                   | Participante                                   | Temporada 1                                        |
| 2006      | Os Sete Pecados Capitais        | Luxúria                                        |                                                    |
| 2006–2007 | Pé na Jaca                      | Elizabeth Aparecida Barra                      |                                                    |
| 2007      | Paraíso Tropical                | Betina Monteiro                                | Episódios: "17–23 de agosto"                       |
| 2008–2009 | A Favorita                      | Maria do Céu / Pâmela Queiroz                  |                                                    |
| 2009      | Decamerão: A Comédia do Sexo    | Monna                                          |                                                    |
| 2009      | Domingo é Dia                   | Várias personagens                             |                                                    |
| 2009      | Ó Paí, Ó                        | Keila Cristina                                 | Episódio: "A Outra"                                |
| 2010      | As Cariocas                     | Alice                                          | Episódio: "A Suicida da Lapa"                      |
| 2011      | Insensato Coração               | Natalie Lamour                                 |                                                    |
| 2012–2013 | Louco por Elas                  | Giovanna Bianchi                               |                                                    |
| 2013      | A Grande Família                | Bianca                                         | Episódios: "O Barco de Tróia" e "Mudanças Carrara" |
| 2014–2015 | Boogie Oogie                    | Inês Navarrete Santos                          |                                                    |
| 2014      | A Grande Família                | Ela mesma / Maria Isabel Silva Carrara (Bebel) | Episódio: "Um"                                     |
| 2015      | Deborah Secco Apresenta         | Apresentadora                                  |                                                    |
| 2016–2017 | Malhação: Pro Dia Nascer Feliz  | Tânia Souza                                    | [ 60 ]                                             |
| 2018      | Segundo Sol                     | Karola Falcão                                  |                                                    |
| 2020      | Bom Sucesso                     | Alexia Máximo                                  | Episódio: "24 de janeiro"                          |
| 2020–2021 | Salve-se Quem Puder             | Alexia Máximo / Josimara dos Santos            |                                                    |
| 2022–2024 | Rensga Hits!                    | Marlene Sampaio                                | Temporadas 1–2                                     |
| 2022      | Tá na Copa                      | Comentarista                                   |                                                    |
| 2023      | Vai na Fé                       | Alexia Máximo                                  | Episódio: "16 de janeiro"                          |
| 2023      | Compro Likes                    | Maira Peterman                                 | Episódio: "#SkyisTheLimit"                         |
| 2023      | Codex 632                       | Constança Noronha                              |                                                    |
| 2023–2024 | Elas por Elas                   | Lara Furtado Lopes Pompeu                      |                                                    |
| 2025      | Falas Femininas                 | Apresentadora                                  | Especial da Mulher                                 |
| 2025      | Show 60 Anos                    | Sol de Oliveira                                | Especial 60 Anos                                   |
| 2025      | Terceira Metade                 | Apresentadora                                  |                                                    |

### Cinema

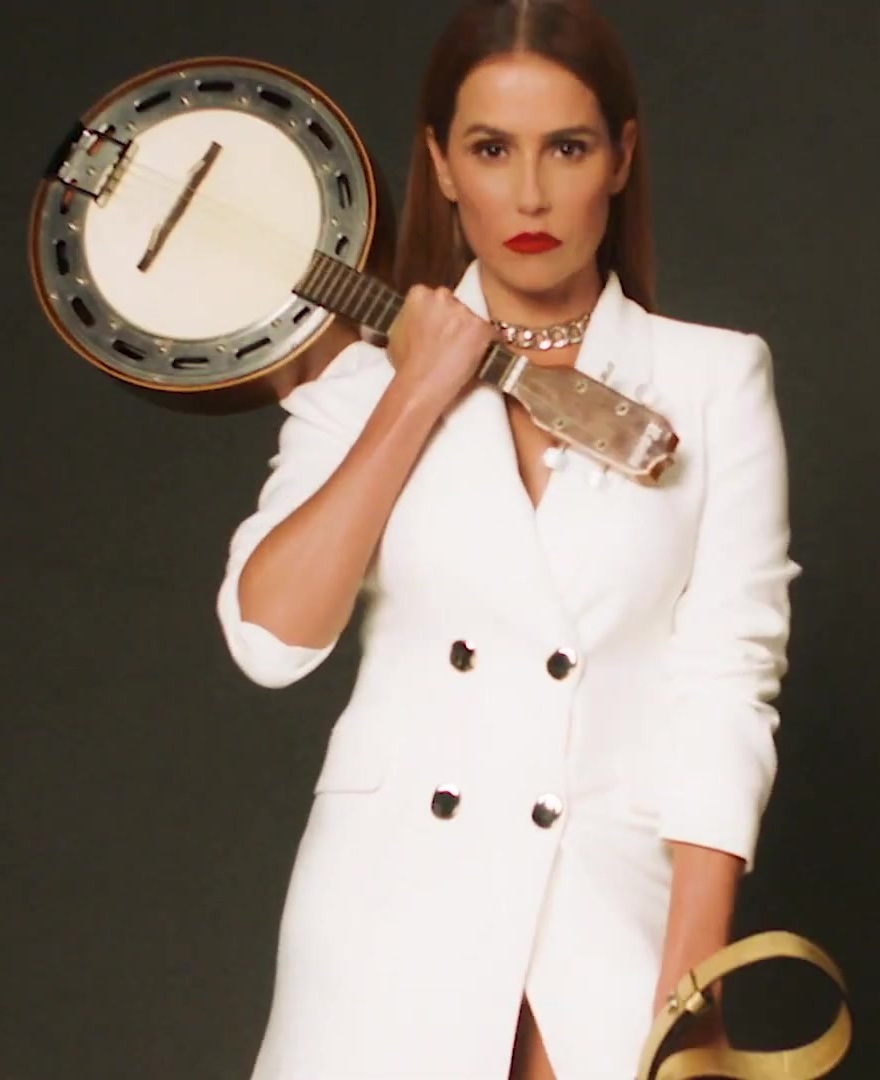
Secco em campanha publicitária (2020)

| Ano  | Filme                                      | Personagem                         |
| ---- | ------------------------------------------ | ---------------------------------- |
| 2000 | Um Anjo Trapalhão                          | Filha do Prefeito Henrique         |
| 2001 | Caramuru - A Invenção do Brasil            | Moema                              |
| 2002 | Xuxa e os Duendes 2 - No Caminho das Fadas | Epifânia                           |
| 2003 | Casseta & Planeta: A Taça do Mundo É Nossa | Aeromoça                           |
| 2004 | Meu Tio Matou um Cara                      | Soraya                             |
| 2004 | A Cartomante                               | Rita                               |
| 2004 | Tudo Isto É Fado                           | Thaís                              |
| 2009 | Flordelis - Basta uma Palavra para Mudar   | Simone                             |
| 2011 | Bruna Surfistinha                          | Raquel Pacheco / Bruna Surfistinha |
| 2011 | Assim Como Ela                             | América Müller                     |
| 2014 | Confissões de Adolescente - O Filme        | Mãe de Felipe                      |
| 2014 | Boa Sorte                                  | Judite                             |
| 2014 | Sorria, Você Está Sendo Filmado            | Médica                             |
| 2015 | Entrando Numa Roubada                      | Laura                              |
| 2018 | Mulheres Alteradas                         | Keka                               |
| 2022 | O Lendário Cão Guerreiro                   | Yuki (voz)                         |

### Videoclipe
| Ano  | Canção         | Artista        |
| ---- | -------------- | -------------- |
| 1999 | "LS Jack"      | LS Jack        |
| 2015 | "Somente Nela" | Paulinho Moska |
| 2023 | "POCPOC"       | Pedro Sampaio  |

## Teatro
| Ano  | Peça                                                         | Personagem         |
| ---- | ------------------------------------------------------------ | ------------------ |
| 1989 | Brincando de Era uma Vez                                     |                    |
| 1992 | Sapatinhos Vermelhos                                         |                    |
| 1993 | O Soldadinho de Chumbo                                       |                    |
| 1994 | A Roupa Nova do Imperador                                    |                    |
| 1996 | Confissões de Adolescente                                    |                    |
| 2001 | As Lágrimas Amargas de Petra                                 | Karina             |
| 2003 | O Canto e o Encanto de ser Mulher                            |                    |
| 2006 | Surto                                                        | Drão               |
| 2006 | Homens, melhor não tê-los, mas se não tê-los, como sabe-los? |                    |
| 2010 | Mais Uma Vez Amor                                            | Lia                |
| 2017 | Uma Noite Dessas                                             | Várias personagens |

## Prêmios e indicações
| Ano  | Prêmio                                   | Categoria                                 | Trabalho                      | Resultado |
| ---- | ---------------------------------------- | ----------------------------------------- | ----------------------------- | --------- |
| 1992 | Prêmio Coca Cola de Teatro Infantil      | Melhor Atriz Revelação                    | Sapatinhos Vermelhos          | Indicada  |
| 1995 | Prêmio APCA de Televisão                 | Melhor Atriz Revelação                    | Confissões de Adolescente     | Venceu    |
| 2000 | Prêmio Arte Qualidade Brasil             | Melhor Atriz Coadjuvante                  | Laços de Família              | Indicada  |
| 2001 | Prêmio TV Press                          | Melhor Atriz                              | Laços de Família              | Venceu    |
| 2002 | Meus Prêmios Nick                        | Gata do ano                               | O Beijo do Vampiro            | Venceu    |
| 2002 | Capricho Awards                          | Gata Nacional                             | O Beijo do Vampiro            | Indicada  |
| 2003 | Prêmio Contigo! de TV                    | Melhor Atriz Coadjuvante                  | O Beijo do Vampiro            | Indicada  |
| 2003 | Troféu Imprensa                          | Melhor Atriz                              | O Beijo do Vampiro            | Indicada  |
| 2004 | Prêmio Contigo! de TV                    | Melhor Atriz Coadjuvante                  | Celebridade                   | Indicada  |
| 2004 | Meus Prêmios Nick                        | Atriz Favorita                            | Celebridade                   | Venceu    |
| 2005 | Prêmio Contigo! de Cinema Nacional       | Melhor Atriz Coadjuvante                  | Meu Tio Matou um Cara         | Venceu    |
| 2005 | Prêmio Arte Qualidade Brasil - RJ        | Melhor Atriz Coadjuvante                  | Meu Tio Matou um Cara         | Venceu    |
| 2005 | Prêmio Arte Qualidade Brasil - SP        | Melhor Atriz Coadjuvante                  | Meu Tio Matou um Cara         | Indicada  |
| 2005 | Melhores do Ano                          | Melhor Atriz                              | América                       | Indicada  |
| 2005 | Prêmio Extra de Televisão                | Melhor Atriz                              | América                       | Indicada  |
| 2006 | Prêmio Contigo! de TV                    | Melhor Par Romântico (com Caco Ciocler)   | América                       | Indicada  |
| 2008 | Festival de Cinema e TV de Natal         | Melhor Atriz de Televisão                 | A Favorita                    | Indicada  |
| 2009 | Prêmio Contigo! de TV                    | Melhor Atriz Coadjuvante                  | A Favorita                    | Indicada  |
| 2009 | Prêmio Arte Qualidade Brasil             | Melhor Atriz de Série ou Projeto Especial | Decamerão - A Comédia do Sexo | Indicada  |
| 2011 | Prêmio Cariocas do Ano - Veja Rio        | Melhor Atriz                              | Insensato Coração             | Venceu    |
| 2011 | Prêmio Extra de Televisão                | Melhor Atriz Coadjuvante                  | Insensato Coração             | Venceu    |
| 2011 | Prêmio Brasileiros do Ano - Isto É       | Personalidade do Ano na Dramaturgia       | Insensato Coração             | Venceu    |
| 2011 | Prêmio Quem de Televisão                 | Melhor Atriz de Televisão                 | Insensato Coração             | Indicada  |
| 2011 | Melhores do Ano                          | Melhor Atriz Coadjuvante                  | Insensato Coração             | Indicada  |
| 2011 | Meus Prêmios Nick                        | Gata do ano                               | Insensato Coração             | Indicada  |
| 2011 | Prêmio Contigo! de TV                    | Melhor Atriz de Novela                    | Insensato Coração             | Indicada  |
| 2011 | Prêmio Contigo! de Cinema Nacional       | Melhor Atriz (voto público)               | Bruna Surfistinha             | Venceu    |
| 2011 | Prêmio Contigo! de Cinema Nacional       | Melhor Atriz (voto júri)                  | Bruna Surfistinha             | Venceu    |
| 2012 | Festival SESC de Melhores Filmes         | Melhor Atriz                              | Bruna Surfistinha             | Venceu    |
| 2012 | Grande Prêmio Brasileiro de Cinema       | Melhor Atriz                              | Bruna Surfistinha             | Venceu    |
| 2012 | Prêmio ACIE de Cinema                    | Melhor Atriz                              | Bruna Surfistinha             | Indicada  |
| 2012 | Prêmio Guarani de Cinema Brasileiro      | Melhor Atriz                              | Bruna Surfistinha             | Indicada  |
| 2013 | Prêmio Contigo! de TV                    | Melhor Atriz de Série ou Minissérie       | Louco por Elas                | Indicada  |
| 2014 | Cine Ceará - Festival de Cinema          | Troféu Eusélio Oliveira                   | Carreira no Cinema            | Venceu    |
| 2014 | Prêmio Extra de Televisão                | Melhor Atriz Coadjuvante                  | Boogie Oogie                  | Indicada  |
| 2014 | Prêmio Quem de Cinema                    | Melhor Atriz                              | Boa Sorte                     | Venceu    |
| 2015 | Troféu APCA                              | Melhor Atriz                              | Boa Sorte                     | Venceu    |
| 2015 | Prêmio Fiesp/Sesi-SP de Cinema           | Melhor Atriz                              | Boa Sorte                     | Indicada  |
| 2015 | Grande Prêmio Brasileiro de Cinema       | Melhor Atriz                              | Boa Sorte                     | Indicada  |
| 2015 | Prêmio Guarani de Cinema Brasileiro      | Melhor Atriz                              | Boa Sorte                     | Indicada  |
| 2015 | Festival Sesc Melhores Filmes            | Melhor Atriz Nacional                     | Boa Sorte                     | Indicada  |
| 2018 | Melhores do Ano                          | Atriz de Novela                           | Segundo Sol                   | Indicada  |
| 2018 | Troféu AIB de Imprensa                   | Melhor Atriz                              | Segundo Sol                   | Venceu    |
| 2018 | Troféu UOL TV e Famosos                  | Melhor Atriz                              | Segundo Sol                   | Indicada  |
| 2018 | Prêmio Contigo! de TV                    | Melhor Atriz                              | Segundo Sol                   | Indicada  |
| 2018 | Prêmio The Brazilian Critic              | Melhor Atriz em Telenovela                | Segundo Sol                   | Indicada  |
| 2018 | Prêmio Área VIP                          | Melhor Atriz                              | Segundo Sol                   | Indicada  |
| 2019 | Troféu Internet                          | Melhor Atriz                              | Segundo Sol                   | Indicada  |
| 2020 | Prêmio Área VIP                          | Personagem do Ano (como Aléxia)           | Salve-se Quem Puder           | Indicada  |
| 2020 | Prêmio BreakTudo                         | Melhor Atriz Brasileira                   | Salve-se Quem Puder           | Indicada  |
| 2020 | Melhores do Ano Minha Novela             | Melhor Ator de Novela                     | Salve-se Quem Puder           | Indicada  |
| 2020 | Melhores do Ano Minha Novela             | Melhor Casal ((com João Baldasserini)     | Salve-se Quem Puder           | Indicada  |
| 2021 | Troféu Internet                          | Melhor Atriz de Novela                    | Salve-se Quem Puder           | Indicada  |
| 2022 | Prêmio iBest                             | Influenciador Rio de Janeiro              | Deborah Secco                 | Indicada  |
| 2024 | Troféu Que História É Essa, Porchat?     | Melhor História de Bar                    | "Serviço de quarto"           | Venceu    |
| 2024 | SEC Awards                               | Melhor Atriz em Novela                    | Elas por Elas                 | Indicada  |
| 2024 | Prêmio iBest                             | Protagonista Influenciador                | Elas por Elas                 | Indicada  |
| 2024 | Prêmio iBest                             | Influenciador Rio de Janeiro              | Deborah Secco                 | Indicada  |
| 2025 | Prêmio Platino de Cinema Ibero-Americano | Melhor Atriz Coadjuvante de Série         | Rensga Hits!                  | Pendente  |